# 阿姆拉 (埃及)
阿姆拉位于上埃及拜达里以南120千米（75英里）。

1901 年在阿姆拉的考古发现奠定了前王朝时期阿姆拉特文化的基础。阿姆拉特文化也被称为涅伽达一期文化，持续时间自公元前4400年至约公元前3500年。

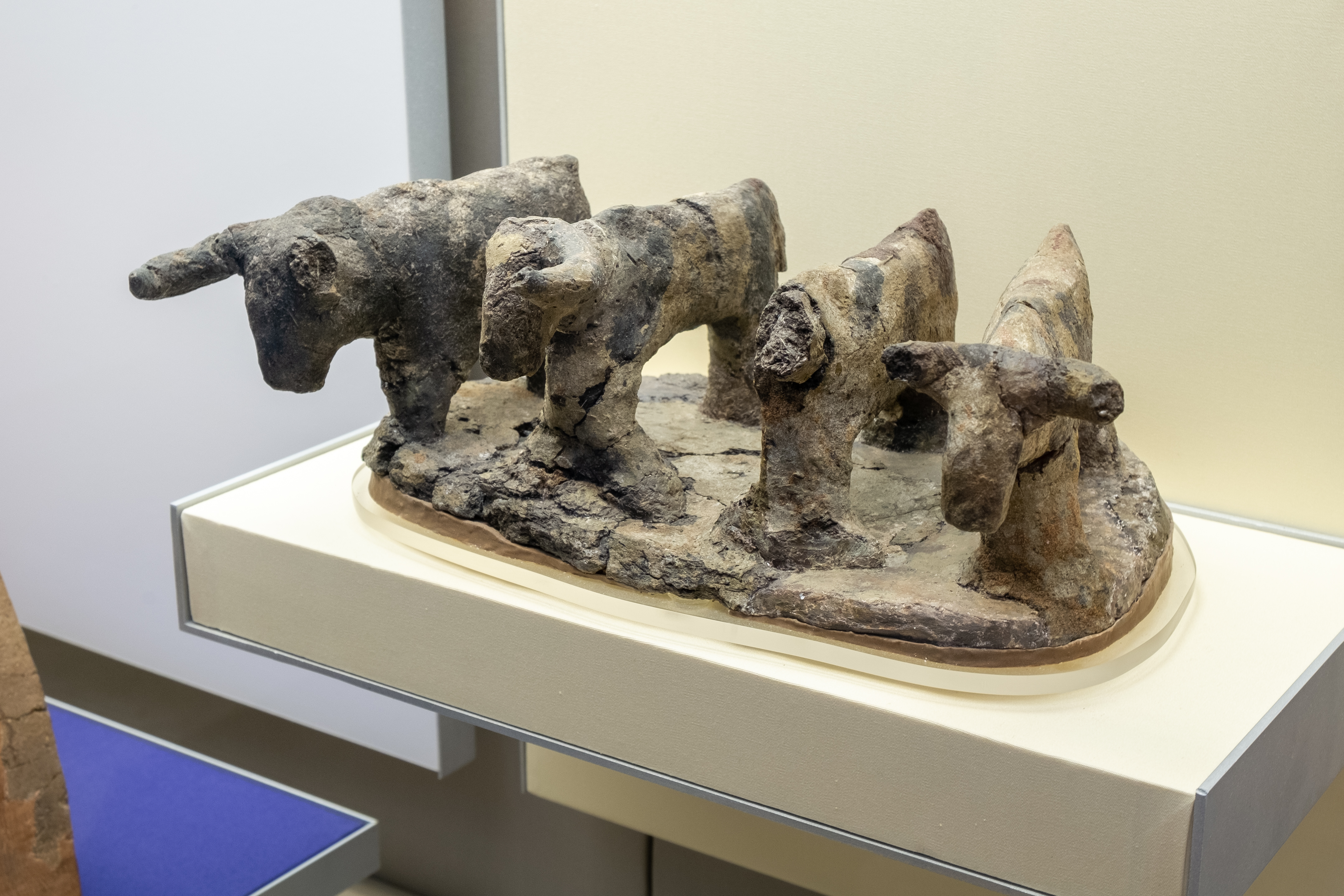
阿姆拉的泥制牛模型（英语：El-Amra clay model of cattle），现藏于大英博物馆，EA 35506
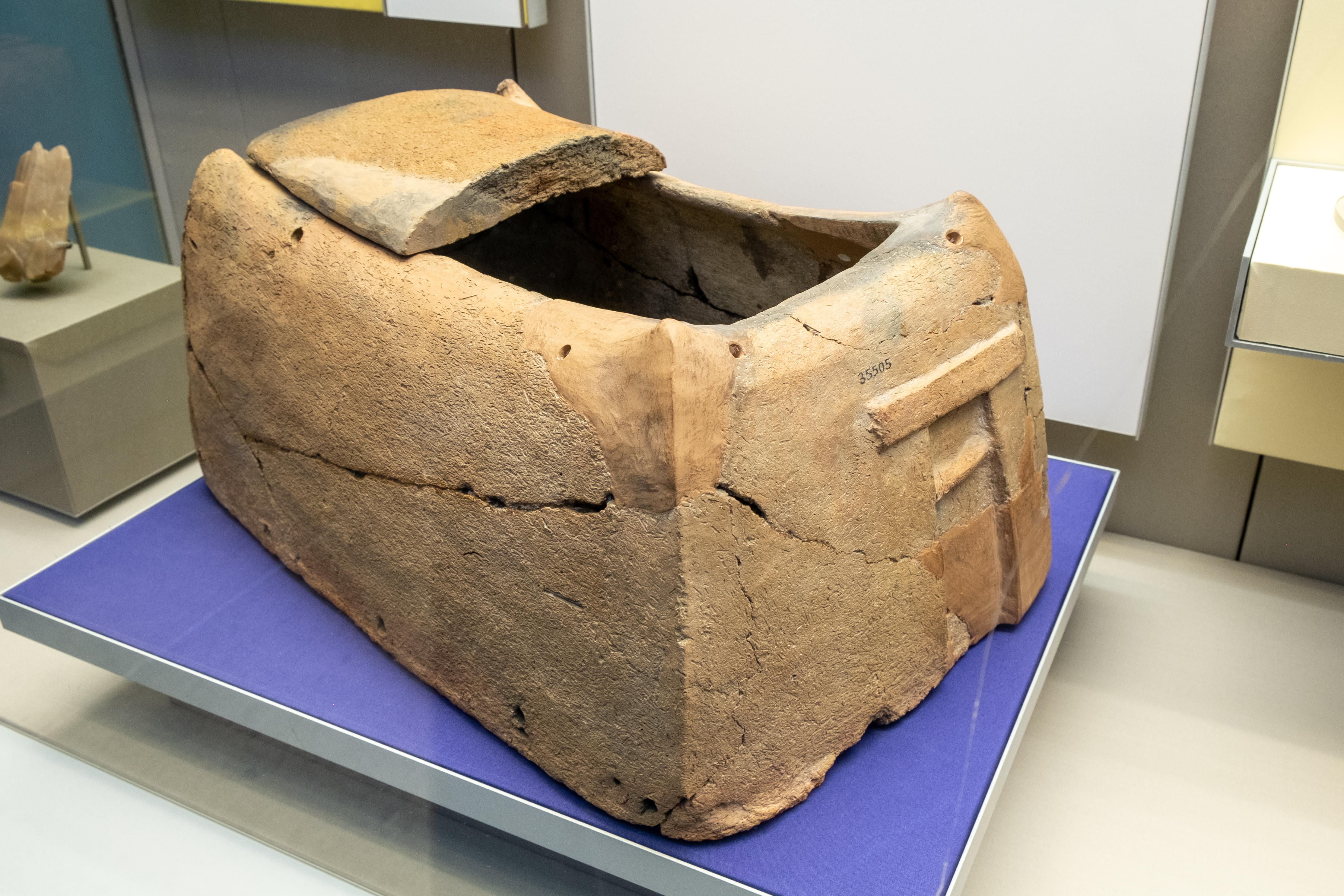
阿姆拉的前王朝时期房屋模型，涅伽达二期文化C期，至公元前3200年，现藏于大英博物馆，EA35505